# 1154
Évszázadok: 11. század – 12. század – 13. század
Évtizedek: 1100-as évek – 1110-es évek – 1120-as évek – 1130-as évek – 1140-es évek – 1150-es évek – 1160-as évek – 1170-es évek – 1180-as évek – 1190-es évek – 1200-as évek
Évek: 1149 – 1150 – 1151 – 1152 –  1153 – 1154 – 1155 – 1156 – 1157 – 1158 – 1159

## Események
- február 26. – I. Vilmos szicíliai király (II. Roger fia) trónra lépése (1166-ig uralkodik).
- április 25. – Núr ad-Dín Mahmúd ellenőrzése alá vonja Damaszkuszt, ezzel Szíria egy uralkodó alatt egyesül.[1]
- Az év tavaszán II. Géza magyar király sereget gyűjtve I. Manuél bizánci császár ellen vonul, de még az összeütközés előtt a felek békét kötnek.
- István herceg és hívei – miután a királlyal összekülönböznek – Manuélhez szöknek, erre Géza Mánuel ellenfelével Andronikosszal köt szövetséget.
- október 25. – István angol király Doverben meghal, a trónon fogadott fia, I. Henrik unokája a 21 éves II. Henrik követi (1189-ig uralkodik).
- IX. Erik svéd király megkezdi a kereszténység terjesztését Finnországban.
- december 4. – IV. Adorján pápa (Nicholas Breakspear) az egyetlen angol pápa megválasztása (1159-ig uralkodik).[2]
- I. Manuél bizánci császár újjáépíti Belgrádot.
- Az-Záfir fátimida kalifa meggyilkolása után öt éves fia, al-Fáiz lép trónra Egyiptomban.[3]
- IV. Anasztáz pápa újjáalakította a tarragonai érsekséget.

## Születések
- november 11. – I. Sancho portugál király.
- II. Alfonz aragóniai király († 1196).
- Sune Sik Sverkersson svéd herceg

## Halálozások
- február 26. – II. Roger szicíliai király (* 1095)
- július 21. – Erzsébet magyar királyi hercegnő
- október 25. – István angol király (* 1096 körül)
- december 3. – IV. Anasztáz pápa[4]
- A huescai San Pedro el Viejo kolostorban a korábbi (1134–1137) II. (Szerzetes) Ramiro aragóniai király